# フィギュアライズ
フィギュアライズ（FIGURE‐RISE）は、BANDAI SPIRITSが権利を持つキャラクターのフィギュア、及びアクションフィギュアを組み立て式プラモデルとして展開しているシリーズブランド名である。

## シリーズ

### MGフィギュアライズ（MG FIGURE‐RISE）
ガンプラのマスターグレードシリーズと同様の"MG"を冠されて発売された組み立て式アクションフィギュア。
等身大比で約1/8 (20cm前後)のシリーズ。
商品一覧
- ドラゴンボール 孫悟空（2009年12月）
- ドラゴンボール 超サイヤ人　孫悟空（2010年3月）
- 仮面ライダーW 仮面ライダーW サイクロンジョーカー（2010年8月）
- 仮面ライダーW 仮面ライダーW ルナトリガー（2010年9月）
- ワンピース モンキー・D・ルフィ（2010年11月）
- 仮面ライダーW 仮面ライダーW ヒートメタル（2010年11月）
- 仮面ライダーW 仮面ライダースカル（2011年1月）
- 仮面ライダーW 仮面ライダーW ファングジョーカー（2011年2月）
- 仮面ライダーW 仮面ライダーアクセル（2011年3月）
- 仮面ライダーオーズ/OOO 仮面ライダーオーズ　タトバコンボ（2011年4月）
- 仮面ライダー 仮面ライダー新1号（2011年8月）
- 仮面ライダー 仮面ライダー旧1号（2011年10月）
- TIGER & BUNNY ワイルドタイガー（2012年6月）
- TIGER & BUNNY バーナビー・ブルックスJr.（2012年7月）

限定モデル（プレミアムバンダイ限定）
- ドラゴンボール 孫悟空 界王拳Ver.（2010年6月）
- 仮面ライダー 仮面ライダー新2号（2011年8月）
- TIGER & BUNNY バーナビー・ブルックスJr.（プロトタイプスーツ）（2012年9月）
- 仮面ライダー 仮面ライダー新1号（スペシャルメッキVer.）（2016年10月）
- 仮面ライダー 仮面ライダー1号（桜島カラーVer.）（2016年11月）

### Figure-rise 6
「MGフィギュアライズ」で培ったキャラクタープラモデルの設計技術をノンスケール、6インチサイズのフィギュアプラモデルに注入。
商品一覧
- アクセル・ワールド ブラック・ロータス（2012年6月）
- アクセル・ワールド シルバー・クロウ（2012年7月）
- TIGER & BUNNY バーナビー・ブルックスJr.（2012年11月）
- TIGER & BUNNY ワイルドタイガー（2012年11月）
- TIGER & BUNNY ダブルチェイサー（2012年12月）
- TIGER & BUNNY 劇場版 バーナビー・ブルックス Jr. Style 2（2014年1月）
- TIGER & BUNNY 劇場版 ワイルドタイガー Style 2（2014年3月）
- 仮面ライダー555 仮面ライダーファイズ (2014年3月）
- 仮面ライダーカブト 仮面ライダーカブト (2014年3月）

限定モデル（プレミアムバンダイ限定）
- 仮面ライダー555 仮面ライダーファイズ アクセルフォーム (2014年10月）
- 仮面ライダーカブト 仮面ライダーダークカブト (2014年10月）

### フィギュアライズスタンダード（Figure-rise Standard）[j 1]
MGフィギュアライズドより一回り小さい等身大比で1/12（15cm前後）の組み立て式アクションフィギュア。
ドラゴンボール、仮面ライダーシリーズを中心にその他にも様々なキャラクターのモデルがラインナップされている。
商品一覧
- ドラゴンボールZ 孫悟空（2016年7月）
- ドラゴンボールZ フリーザ（最終形態）（2016年7月）
- アクティヴレイド ストライクインターセプター（2016年7月）
- アクティヴレイド エルフΣ（2016年8月）
- ドラゴンボールZ 超サイヤ人2孫悟飯（2016年9月）
- ドラゴンボールZ セル（完全体）（2016年9月）
- ドラゴンボールZ 超サイヤ人3 孫悟空（2016年11月）
- ドラゴンボールZ 魔人ブウ（純粋）（2016年11月）
- ドラゴンボールZ 超サイヤ人4孫悟空（2017年1月）
- ドラゴンボールGT 超サイヤ人4ベジータ（2017年1月）
- ドラゴンボールZ 人造人間17号（2017年4月）
- ドラゴンボールZ 人造人間18号（2017年4月）
- ドラゴンボールZ 超サイヤ人トランクス（2017年7月）
- ドラゴンボールZ 超サイヤ人ベジータ（2017年7月）
- ドラゴンボールZ 超サイヤ人トランクス＆超サイヤ人ベジータDXセット（2017年7月）
- ドラゴンボールZ 孫悟空（2017年9月）
- ドラゴンボールZ クリリン（2017年9月）
- ドラゴンボールZ 孫悟空＆クリリン DXセット（2017年9月）
- ドラゴンボール超 超サイヤ人ゴッド超サイヤ人ベジータ（2017年11月）
- ドラゴンボール超 超サイヤ人ゴッド超サイヤ人孫悟空（2017年11月）
- ドラゴンボールZ 伝説の超サイヤ人 ブロリー（2018年1月）
- ドラゴンボールZ ピッコロ（2018年4月）
- 仮面ライダービルド 仮面ライダービルド ラビットタンクフォーム（2018年7月）
- ドラゴンボールZ 超サイヤ人ベジット（2018年8月）
- NARUTO疾風伝 うずまきナルト（2018年9月）
- ガンダムビルドダイバーズ ダイバーナミ（2018年9月）
- ULTRAMAN ULTRAMAN[B TYPE]（2018年11月）
- ドラゴンボール超 ブロリー 超サイヤ人ゴッド超サイヤ人孫悟空 [スペシャルカラー]（2018年11月）
- ドラゴンボール超 ブロリー 超サイヤ人ゴッド超サイヤ人ベジータ [スペシャルカラー]（2018年11月）
- ドラゴンボール超 ブロリー 超サイヤ人ゴッド超サイヤ人ゴジータ（2018年12月）
- ドラゴンボール超 ブロリー 超サイヤ人ブロリーフルパワー（2019年1月）
- ドラゴンボール超 孫悟空（身勝手の極意）（2019年1月）
- ULTRAMAN ULTRAMAN SUIT Ver7.5（2019年1月）
- 仮面ライダージオウ 仮面ライダージオウ（2019年3月）
- 仮面ライダーカブト 仮面ライダーカブト（2019年3月）
- 仮面ライダー555 仮面ライダーファイズ（2019年3月）
- ドラゴンボール超 超サイヤ人ゴッド超サイヤ人ベジッ（2019年3月）
- ガンダムビルドダイバーズ ダイバーアヤメ（2019年3月）
- 仮面ライダージオウ 仮面ライダーゲイツ（2019年4月）
- ULTRAMAN ULTRAMAN SUIT A（2019年5月）
- ドラゴンボールZ 超サイヤ人ゴテンクス（2019年5月）
- ドラゴンボールZ ピッコロ（2019年5月）パッケージをリニューアル
- ドラゴンボールZ 超サイヤ人ベジット（2019年5月）パッケージをリニューアル
- 仮面ライダーエグゼイド 仮面ライダーエグゼイド アクションゲーマー レベル2（2019年6月）
- ドラゴンボールZ 魔人ブウ（純粋）（2019年6月）パッケージをリニューアル
- ドラゴンボールZ 超サイヤ人3 孫悟空（2019年6月）パッケージをリニューアル
- ドラゴンボールZ 孫悟空（2019年7月）パッケージをリニューアル
- ドラゴンボールZ 超サイヤ人ベジータ（2019年7月）パッケージをリニューアル
- ドラゴンボールZ 伝説の超サイヤ人 ブロリー（2019年7月）パッケージをリニューアル
- 仮面ライダーW 仮面ライダーW　サイクロンジョーカー（2019年8月）
- 仮面ライダーW 仮面ライダーW　ヒートメタル（2019年8月）
- ドラゴンボールZ 超サイヤ人4孫悟空（2019年8月）パッケージをリニューアル
- ドラゴンボールGT 超サイヤ人4ベジータ（2019年8月）パッケージをリニューアル
- 仮面ライダーW 仮面ライダーW　ルナトリガー（2019年9月）
- ULTRAMAN ULTRAMAN SUIT Ver7.3（FULLY ARMED）（2019年9月）
- ドラゴンボール超 超サイヤ人ゴッド超サイヤ人ベジータ（2019年9月）パッケージをリニューアル
- ドラゴンボール超 超サイヤ人ゴッド超サイヤ人孫悟空（2019年9月）パッケージをリニューアル
- ドラゴンボールGT 超サイヤ人4ゴジータ（2019年10月）
- ドラゴンボールZ クリリン（2019年10月）パッケージをリニューアル
- ドラゴンボールZ 人造人間17号（2019年10月）パッケージをリニューアル
- ドラゴンボールZ 人造人間18号（2019年10月）パッケージをリニューアル
- ドラゴンボールZ 孫悟空（2019年11月）パッケージをリニューアル
- ドラゴンボールZ フリーザ（最終形態）（2019年11月）パッケージをリニューアル
- ソードアート・オンライン アスナ（2019年12月）
- ドラゴンボールZ セル（完全体）（2020年1月）パッケージをリニューアル
- ドラゴンボールZ 超サイヤ人トランクス（2020年1月）パッケージをリニューアル
- ドラゴンボールZ 超サイヤ人2孫悟飯（2020年1月）パッケージをリニューアル
- ドラゴンボールZ バーダック（2020年2月）
- ULTRAMAN ULTRAMAN SUIT TIGA（2020年2月）
- ULTRAMAN ULTRAMAN[B TYPE]（リミッター解除Ver.）（2020年2月）
- 仮面ライダークウガ 仮面ライダークウガ マイティフォーム（2020年3月）
- ULTRAMAN ULTRAMAN [B TYPE] -ACTION-（2020年4月）
- ULTRAMAN ULTRAMAN SUIT Ver7.5 -ACTION-（2020年4月）
- ULTRAMAN ULTRAMAN SUIT EVIL TIGA（2020年5月）
- ULTRAMAN ULTRAMAN SUIT A -ACTION-（2020年5月）
- 仮面ライダー電王 仮面ライダー電王 ソードフォーム&プラットフォーム（2020年7月）
- ドラゴンボール超 ジレン（2020年7月）
- ULTRAMAN ULTRAMAN SUIT ZERO -ACTION-（2020年7月）
- ガンダムビルドファイターズトライ ホシノ・フミナ（2020年10月）
- 仮面ライダー響鬼 仮面ライダー響鬼（2020年10月）
- ドラゴンボールZ アルティメット孫悟飯（2020年11月）
- ULTRAMAN ULTRAMAN SUIT DARKLOPS ZERO -ACTION-（2020年11月）
- 仮面ライダーディケイド 仮面ライダーディケイド（2020年12月）
- 86-エイティシックス-レーナ（2021年04月）
- ULTRAMAN ULTRAMAN SUIT Ver7.5（強行突入型） -ACTION-（2021年4月）
- 仮面ライダー龍騎 仮面ライダー龍騎（2021年4月）
- ULTRAMAN ULTRAMAN SUIT TIGA SKY TYPE -ACTION-（2021年6月）
- 仮面ライダーアギト 仮面ライダーアギトグランドフォーム（2021年7月）
- 機動戦士ガンダムSEED ラクス･クライン（2021年08月）
- 仮面ライダーフォーゼ 仮面ライダーフォーゼベースステイツ（2021年9月）
- デジモンアドベンチャーウォーグレイモン（2021年10月）
- ULTRAMAN SUIT ZOFFY -ACTION-（2021年10月）
- 仮面ライダークウガ 仮面ライダークウガ トライチェイサー2000（2021年10月）
- デジモンアドベンチャーメタルガルルモン（2021年12月）
- 仮面ライダーオーズ/OOO 仮面ライダーオーズタトバコンボ（2021年12月）
- 境界戦機 紫々部 シオン（2021年12月）
- デジモンアドベンチャー02マグナモン（2022年2月）
- 仮面ライダーゴースト 仮面ライダーゴースト オレ魂（2022年4月）
- ULTRAMAN Figure-rise Standard ULTRAMAN SUIT TARO -ACTION-（2022年4月）
- デジモンテイマーズ デュークモン（2022年6月）
- 仮面ライダーBLACK 仮面ライダーBLACK（2022年6月）
- 仮面ライダーW 仮面ライダーW ファングジョーカー（2022年7月）
- ULTRAMAN ULTRAMAN SUIT TIGA -ACTION-（2022年9月）
- ウマ娘 プリティーダービー トウカイテイオー（2022年9月）
- 仮面ライダーW 仮面ライダースカル（2022年9月）
- 機動戦士ガンダム 水星の魔女 スレッタ・マーキュリー （2022年10月）
- ドラゴンボールZ 孫悟空 （NEW SPEC Ver.） （2022年10月）
- ウルトラマントリガー マルチタイプ（2022年11月）
- 機動戦士ガンダム水星の魔女 ミオリネ・レンブラン（2022年11月）
- ウルトラマンゼロ （2022年12月）
- 仮面ライダーブレイド （2022年12月）
- エンジェモン（2023年1月）
- 仮面ライダー （シン・仮面ライダー）（2023年3月）
- ウルトラマンデッカー フラッシュタイプ（2023年5月）
- 仮面ライダーウィザード フレイムスタイル（2023年5月）
- ULTRAMAN SUIT EVIL TIGA -ACTION-（2023年6月）
- ベジータ (NEW SPEC Ver.)（2023年7月）
- ブラックウォーグレイモン（2023年8月）
- ウルトラマンゼット オリジナル（2023年8月）
- ノワール（2023年8月）
- 仮面ライダードライブ タイプスピード（2023年9月）
- ULTRAMAN SUIT ZERO〈SC仕様〉 -ACTION-（2023年10月）
- ウルトラマンブレーザー（2023年12月）
- ウマ娘 プリティーダービー スペシャルウィーク（2023年12月）
- 仮面ライダー鎧武 オレンジアームズ（2024年1月）
- チュアチュリー・パンランチ（2024年2月発売予定）
- ULTRAMAN SUIT JACK -ACTION-（2024年3月発売予定）
- あばたーふみな（2024年3月発売予定）
- 怪獣８号（2024年4月発売予定）
- 仮面ライダーキバ キバフォーム（2024年4月発売予定）
- エリー（2024年4月発売予定）
- 四ノ宮キコル（2024年6月発売予定）
- ウルトラマンジード プリミティブ（2024年6月発売予定）

限定モデル（プレミアムバンダイ限定）
- 仮面ライダーエグゼイド 仮面ライダーゲンム アクションゲーマー レベル2（2020年3月）
- 仮面ライダーW 仮面ライダージョーカー（2020年6月）
- 仮面ライダークウガ 仮面ライダークウガ アメイジングマイティ＆ライジングマイティパーツセット（2020年8月）
- 仮面ライダーディケイド 仮面ライダークウガ マイティフォーム （ディケイドＶｅｒ．）（2021年3月）
- 仮面ライダー電王　仮面ライダー電王 ロッドフォーム＆プラットフォーム（2021年6月）
- 仮面ライダー電王　仮面ライダー電王 アックスフォーム＆プラットフォーム（2021年6月）
- 仮面ライダー電王　仮面ライダー電王 ガンフォーム＆プラットフォーム（2021年6月）
- 仮面ライダー555  仮面ライダーファイズアクセルフォーム（2021年11月）
- 仮面ライダークウガ 仮面ライダークウガドラゴンフォーム/ライジングドラゴン（2022年1月）
- 仮面ライダークウガ 仮面ライダークウガペガサスフォーム/ライジングペガサス（2022年3月）
- 仮面ライダーオーズ　仮面ライダーオーズ タジャドルコンボ（2022年4月）
- 仮面ライダークウガ 仮面ライダークウガタイタンフォーム/ライジングタイタン（2022年5月）

### フィギュアライズ スタンダード アンプリファイド（Figure-rise Standard Amplified）[j 2]
商品一覧
- デジモンアドベンチャー ウォーグレイモン（2019年10月）
- デジモンアドベンチャー オメガモン（2019年10月）
- デジモンアドベンチャー メタルガルルモン（2019年7月）
- デジモンアドベンチャー02 ブラックウォーグレイモン（2019年9月）
- デジモンアドベンチャー02 インペリアルドラモン（2021年1月）
- デジモンアドベンチャー ムゲンドラモン（2021年3月）
- デジモンテイマーズデュークモン（2021年06月）
- バットマン (2021年11月）
- DIGITAL MONSTER X-evolution オメガモン(X抗体)(2021年11月）
- デジモンテイマーズ ベルゼブモン（2022年1月）
- DIGITAL MONSTER X-evolution アルファモン（2022年9月）

限定モデル（プレミアムバンダイ限定）
- デジモンアドベンチャーメタルガルルモン（ブラックＶｅｒ．）（2021年6月）
- 劇場版 デジモンアドベンチャー02 ディアボロモンの逆襲 インペリアルドラモンパラディンモード（2022年1月）

### フィギュアライズバスト（Figure-riseBust）[j 3]
キャラクターの上半身のみ造形されたポーズ固定式の胸像タイプ組み立て式フィギュア。
商品一覧
1. 機動戦士ガンダムSEED キラ・ヤマト（2016年6月）
2. 機動戦士ガンダムSEED アスラン・ザラ（2016年6月）
3. 機動戦士ガンダム 鉄血のオルフェンズ 三日月・オーガス（2016年8月）
4. マクロスΔ フレイア・ヴィオン（2016年8月）
5. マクロスΔ マキナ・中島（2016年8月）
6. 機動戦士ガンダム00 刹那・F・セイエイ（2016年9月）
7. マクロスΔ 三雲・ギンヌメール（2016年9月）
8. アクティヴレイド Liko（2016年9月）
9. マクロスΔ カナメ・バッカニア（2016年10月）
10. マクロスΔ レイナ・ブラウラー（2016年11月）
11. ガンダムビルドファイターズトライ ホシノ・フミナ（2016年12月）
12. 機動戦士ガンダムSEED ラクス・クライン（2017年2月）
13. ラブライブ！サンシャイン 高海千歌（2017年2月）
14. ラブライブ!サンシャイン!! 渡辺曜（2017年2月）
15. ラブライブ!サンシャイン!! 桜内梨子（2017年3月）
16. ラブライブ!サンシャイン!! 黒澤ルビィ（2017年3月）
17. ラブライブ!サンシャイン!! 津島善子（2017年4月）
18. ラブライブ!サンシャイン!! 小原鞠莉（2017年4月）
19. ラブライブ!サンシャイン!! 黒澤ダイヤ（2017年5月）
20. ラブライブ!サンシャイン!! 松浦果南（2017年5月）
21. ラブライブ!サンシャイン!! 国木田花丸（2017年5月）
22. ガンダムビルドファイターズトライ ホシノ・フミナ エンディングVer.（2017年5月）
23. 初音ミク（2017年8月）

限定モデル（プレミアムバンダイ限定）
- 初音ミク［リミテッドカラー］（2018年5月）
- 初音ミク［リミテッドスタイル］（2018年11月）
- 桜ミク（2019年4月）

### フィギュアライズラボ（Figure-riseLABO）[j 4]
先進的な金型技術を使用して作成される実験的な商品。ポーズ固定式の全身像タイプ組み立て式フィギュア
商品一覧
- ガンダムビルドファイターズトライ ホシノ・フミナ（2018年6月）
- ガンダムビルドファイターズトライ ホシノ・フミナ[The Second Scene]（2019年6月）
- 初音ミク V4X（2019年12月）
- ラブライブ! 南ことり（2020年2月）
- ヱヴァンゲリヲン新劇場版:破 式波･アスカ･ラングレー（2021年3月）

限定モデル（プレミアムバンダイ限定）
- ヱヴァンゲリヲン新劇場版:破 式波・アスカ・ラングレー［スペシャルコーティング］（2021年5月予定）

### その他
フィギュアライズドスタンダードをディスプレイする時に使用するエフェクトパーツであるフィギュアライズエフェクト(Figure-rise Effect)シリーズ、ドラえもんやDr.スランプのキャラクター、ドラゴンボールに登場するメカ類をラインナップしたフィギュアライズメカニクス(Figure-rise Mechanics)シリーズがある。

## 脚註